# Vapautettu kuningatar
Vapautettu kuningatar (La regina prigioniera o La regina liberata), Op. 48, è una composizione del 1906 per coro misto e orchestra di Jean Sibelius. Il lavoro fu composto adattando un testo di Paavo Cajander.

## Storia
Vapautettu Kuningatar fu eseguito in anteprima a Helsinki l'8 febbraio 1906 dall'Orchestra of Helsinki Philharmonic Society, diretta dal compositore. Sibelius lo arrangiò per coro maschile nel 1910. Questa versione fu eseguita per la prima volta il 28 novembre 1913 dal coro dell'Unione degli studenti, diretto da Heikki Klemetti. Il lavoro è stato descritto come "forte e potente, dimostra la vena drammatica di Sibelius".